# Hôtel de Montmor
El hôtel de Montmor, hôtel de Montmort u hôtel de Montholon es una mansión privada ubicada en 79 rue du Temple en el III Distrito de  París construido alrededor de 1630 y catalogado como monumento histórico en 1925.

## Historia
Jean Habert de Montmor, tesorero de ahorros, compró cuatro casas en 1623 que había demolido para construir este edificio.
Su hijo, Henri Louis Habert de Montmort, quien lo heredó en 1641, recibió allí al filósofo abad Pierre Gassendi y organizó reuniones semanales a las que asistieron científicos franceses y extranjeros, en especial Gilles de Roberval, Guy Patin, Christian Huyghens, quienes exhibieron sus descubrimientos formando allí la Academia Montmorian, una de las academias privadas a partir de las cuales se fundó la Academia de Ciencias en 1666. Molière vino a leer allí su obra Tartufo después de que el rey prohibiera la obra en 1664. El hotel fue adquirido en subasta en 1751 por Laurent Charron. Su hijo, granjero general, hizo remodelar la casa en 1752-1754. Su viuda Catherine-Marguerite de Mortier y su yerno François de Montholon, cuyo nombre a veces hace referencia al hotel, residieron allí desde 1770 hasta 1790.
Fue ocupado en el siglo XIX por empresas, la fábrica de velas de Louis-Adolphe de Milly en 1838 y luego una fábrica de joyas. Fue restaurado en 1999.

## Descripción
El porche dividido está adornado con un mascarón de un hombre con un casco de plumas y dos consolas flanqueadas por dos aletas. El cartucho en el reverso del portal representa a Madame Charron de perfil. La fachada del edificio principal del patio incluye una ventana en arco rematada por un frontón triangular donde se representa a un niño sosteniendo un espejo, alegoría de la Verdad acompañado de una lechuza animal predilecto de Minerva, símbolo del conocimiento racional. El patio está bordeado por dos alas. El norte está provisto de un meridiano que marca, no todas las horas del día, sino sólo la hora del mediodía y las que le preceden y le siguen. La curva en forma de 8 inventada por el astrónomo Jean-Paul Grandjean de Fouchy enumera los diferentes puntos del mediodía en el tiempo medio local. El pasaje abierto en 1840 que reemplaza al antiguo vestíbulo da acceso al jardín muy reducido por edificios construidos a mediados del siglo XIX en el estilo del hotel. La escalera principal que da a este pasaje tiene una barandilla de hierro forjado con motivos de remates y pilastras.

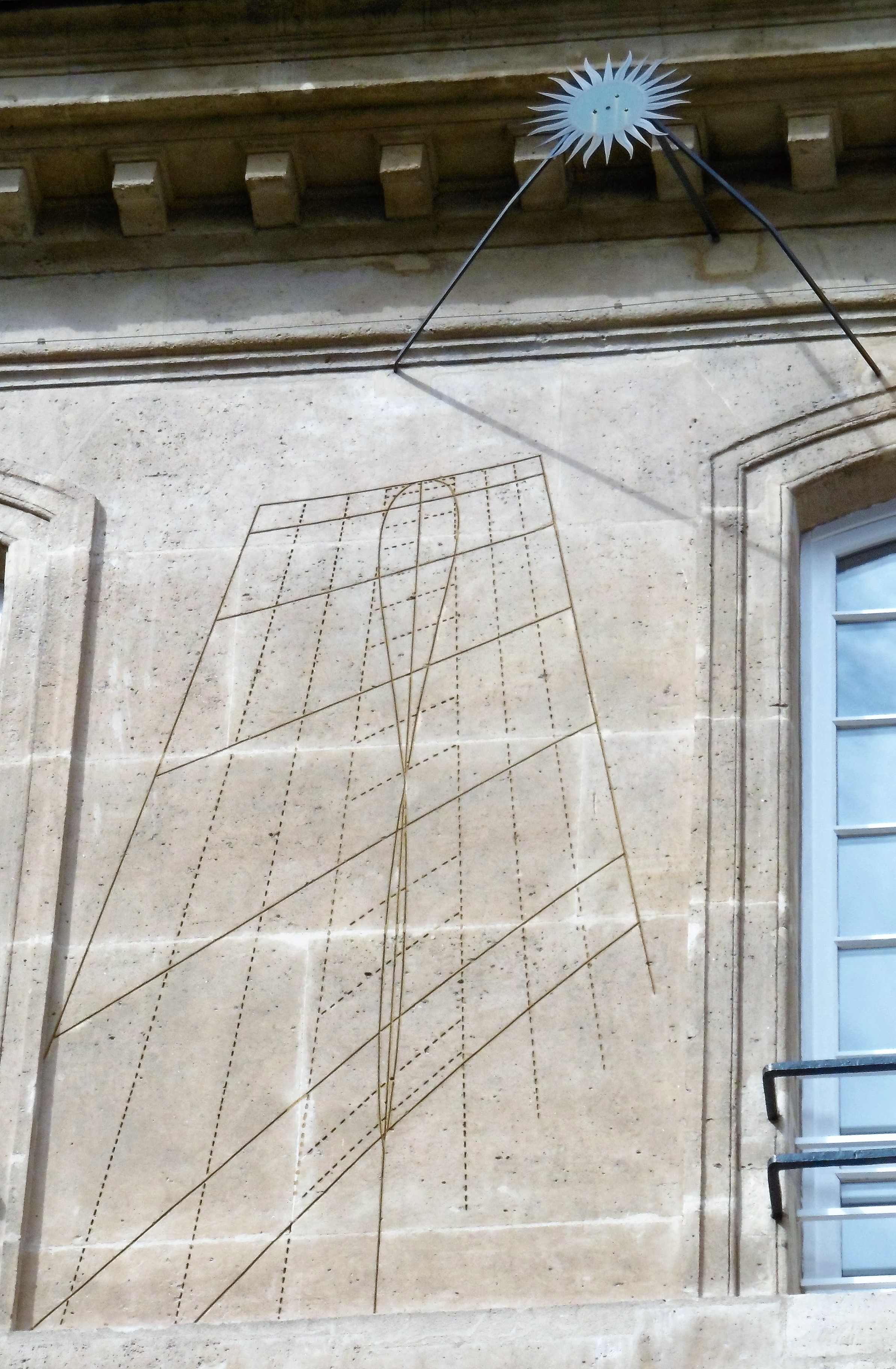
Reloj solar.
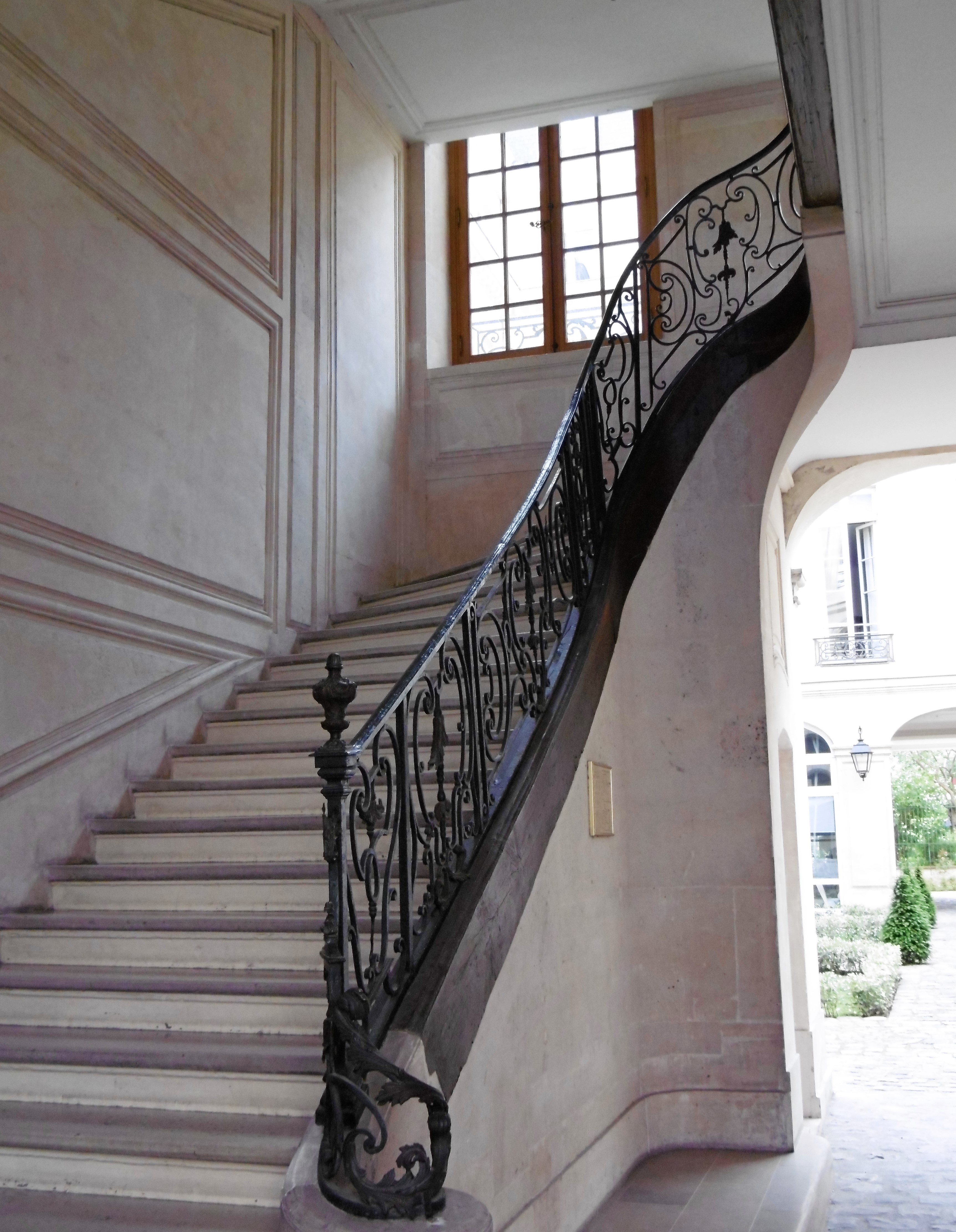
Escalera.

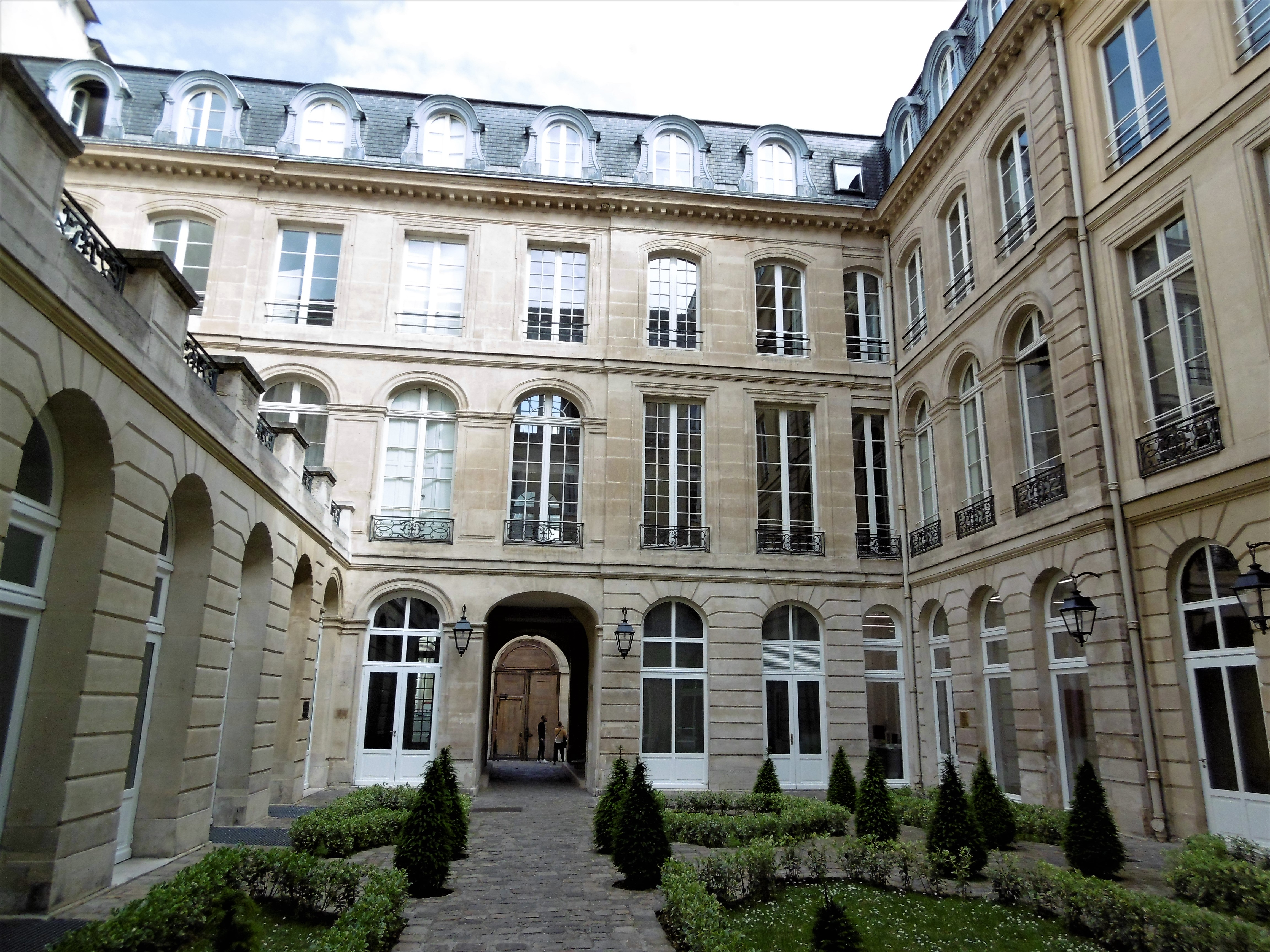
Jardín.
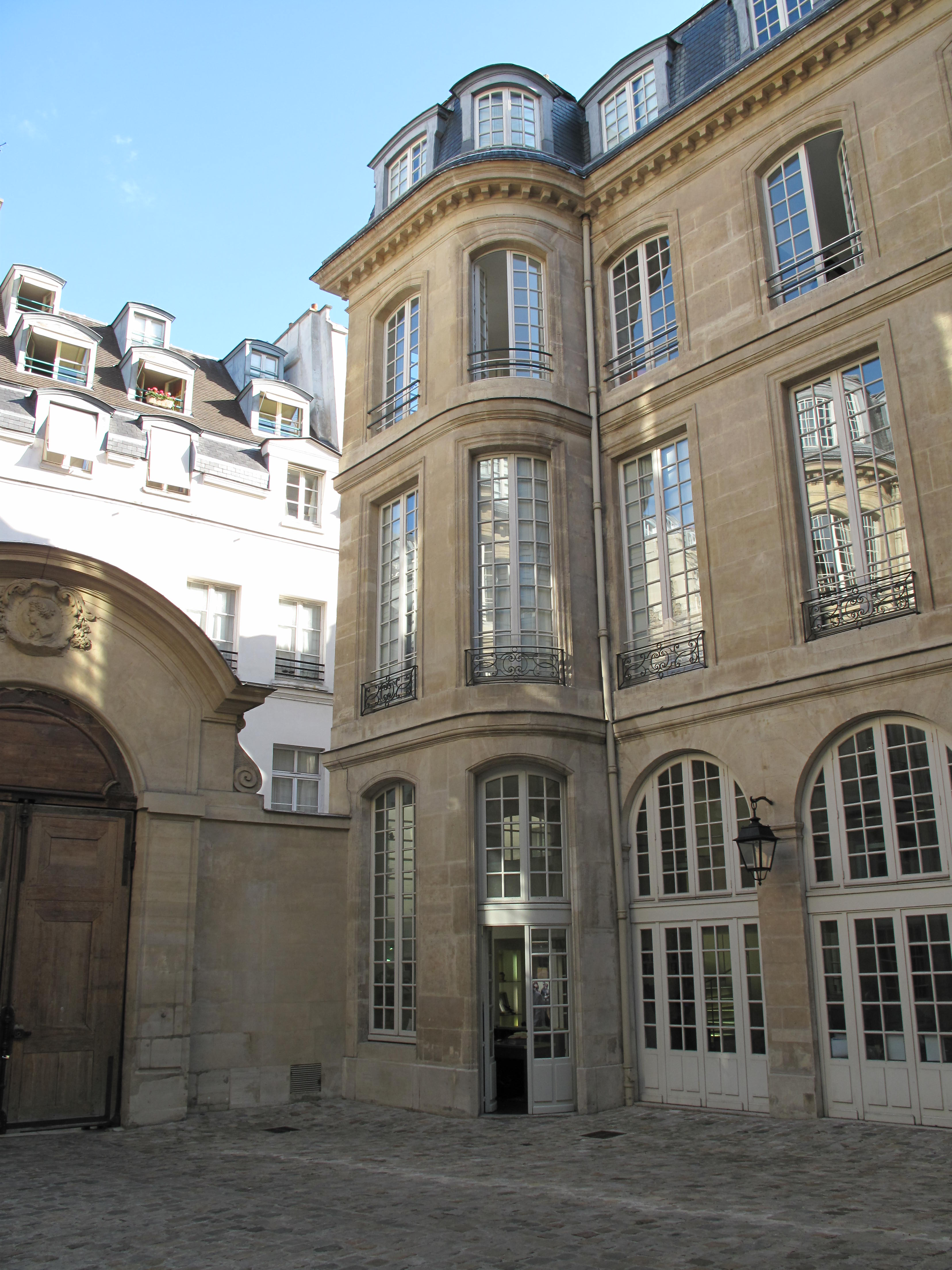
ala sur.